# بطولة العالم للدراجات على المضمار 1926
بطولة العالم للدراجات على المضمار 1926 هي الدورة ال29 من بطولة العالم للدراجات على المضمار، أجريت في ميلانو، إيطاليا.

## النتائج النهائية
| المسابقة                              | ذهبية               | فضية                | برونزية              |
| ------------------------------------- | ------------------- | ------------------- | -------------------- |
| السرعة الفردية                        | Piet Moeskops (NED) | سيزار موريتي (ITA)  | لوسيان ميتشارد (FRA) |
| سباق مطاردة الدراجة النارية للمحترفين | فيكتور ينارت (BEL)  | Gustave Ganay (FRA) | بول سوتر (SUI)       |